# زين الدين بوتمان
زين الدين بوتمان (بالفرنسية: Zine Eddine Boutmene) هو لاعب كرة قدم جزائري ( من مواليد 21 أكتوبر 2000) يلعب حاليا مع النجم الرياضي الساحلي بتونس.